# Anton Maria Bonucci
Anton Maria Bonucci, né le 17 janvier 1651 à Arezzo et décédé le 29 mars 1728 à Rome, est un jésuite italien, envoyé en mission au Brésil.

## Biographie
Bonucci fait partie du groupe de jésuites italiens qui s’embarque avec António Vieira au Brésil en 1681 (en compagnie de Giovanni Antonio Andreoni, lui aussi toscan). Il commence sa carrière brésilienne au Collège de Recife, puis passé à celui de Bahia en 1696, comme professeur d’humanités. Collaborateur d’António Vieira (1608-1697) durant les dernières années de la vie de ce dernier, il l’aida dans la redaction finale de la « Clavis prophetarum ». Après la mort de Vieira, qui était aussi Provincial du Brésil, il se chargea de récolter et d’éditer les lettres et sermons de ce dernier. En 1699, il est envoyé dans le village perdu de Natuba, dans l’intérieur des terres : peut-être à la suite d'un ordre du Supérieur général, qui ne voulait pas qu’il y ait une trop grande concentration de jésuites italiens au Collège de Bahia. On perd ensuite sa trace, mais on sait qu’il retourne en Europe, puisqu’il est à Rome en 1703, et qu’il y reste jusqu’à sa mort en 1729. Bonucci est l’auteur d’œuvres spirituelles, ainsi que d’un traité d’histoire du Brésil, destiné à l’enseignement au collège de Bahia (publié en 1706), et de retour en Europe, attaque le jansénisme.

## Œuvres
- Manuductio ad rhetoricen, Romae, Typis Bernabò, 1703 ;
- Anagogia coelestis, sublimiores cordis Deum quaerentis affectus ex aerario divinae paginae ac sanctorum Patrum inter meditandum deprompti, Romae, 1704 ; editio secunda, Romae, ex typographia Komarek, 1716 ;
- Epitome chronologico, genealogico & historico, dividido em quatro livros, Lisboa, Antonio Pedrozo Galram, 1706 ;
- S. Gertrude Vergine la Magna, descritta in quattro parti dell’Istoria della sua Vita, Roma, Bernabò, 1710.